# Maria-Luise Rainer
Maria-Luise Rainer (ur. 23 kwietnia 1959 w Telfes im Stubai) – włoska saneczkarka, medalistka mistrzostw świata i Europy, zdobywczyni Pucharu Świata.
Na igrzyskach olimpijskich startowała cztery razy, najlepszym jej osiągnięciem było szóste miejsce. W mistrzostwach świata zdobyła jeden medal, stając w 1979 na najniższym stopniu podium. W mistrzostwach Europy wywalczyła dwa medale. W 1980 zdobyła srebro, a w 1988 brąz. W Pucharze Świata siedmiokrotnie stała na podium klasyfikacji generalnej zdobywając Kryształową Kulę w sezonie 1985/1986.

## Osiągnięcia

### Igrzyska Olimpijskie
| Rok  | Miejsce     | Jedynki |
| ---- | ----------- | ------- |
| 1976 | Innsbruck   | 16.     |
| 1980 | Lake Placid | DNF     |
| 1984 | Sarajewo    | 6.      |
| 1988 | Calgary     | 15.     |

### Puchar Świata

#### Miejsca na podium w klasyfikacji generalnej
| Sezon     | Miejsce |
| --------- | ------- |
| 1978/1979 | 2.      |
| 1980/1981 | 3.      |
| 1981/1982 | 2.      |
| 1984/1985 | 3.      |
| 1985/1986 | 1.      |
| 1986/1987 | 2.      |
| 1987/1988 | 2.      |